# 細島站
細島站（日语：／ Hososhima eki */?）是位於宮崎縣日向市細島，日本貨物鐵道（JR貨物）日豐本線貨物支線（通稱/舊名：細島線）的貨運車站（廢站）。
在前身日本國有鐵道（國鐵）時代的1972年（昭和47年）前，此站設有客運業務。

## 歷史
- 1921年（大正10年）10月11日：細島輕便線車站啟用。
- 1922年（大正11年）9月2日：成為國鐵細島線車站。
- 1968年（昭和43年）4月10日：售票櫃臺無人化。
- 1972年（昭和47年）2月1日：結束客運業務[1]。細島線同時變為日豐本線的貨物支線[1]。
- 1987年（昭和62年）4月1日：伴隨國鐵分割民營化，車站由日本貨物鐵道（JR貨物）營運[1]。
- 1989年（平成元年）12月1日：暫停營運[1]。
- 1993年（平成5年）12月1日：車站被廢除[1]。

## 車站構造
- 在站內南端設有1面1線的單式月台，另外設有5條側線。
- 此站是地面車站，設有古老木造站舍。
- 在站內東端起，設有宮崎縣營專用線。該專用線全長0.8公里。在路線旁邊設有倉庫，棚車會駛入此處作貨物運輸。

## 車站周邊
- 細島港（日语：細島港）
- AEON Town日向（日语：イオンタウン日向）

## 相鄰車站
日本貨物鐵道（JR貨物）
日豐本線 貨物支線（細島線）
日向市－細島
在此站與日向市站之間，於1972年（昭和47年）客運業務結束前還有一座伊勢濱站。

## 注腳
1. 1 2 3 4 5 6 7  石野哲 (编). . JTB. 1998: 763. ISBN 978-4-533-02980-6 （日语）.

## 相關項目
- 日本鐵路車站列表 Ho